# 林巴赫 (黑森州)
林巴赫是德国黑森州的一个市镇。总面积23.16平方公里，总人口8491人，其中男性4156人，女性4335人（2011年12月31日），人口密度367人/平方公里。